# Humana Inc.
Humana Inc. ist ein börsennotiertes US-amerikanisches Unternehmen der Gesundheitswirtschaft.
Das ursprüngliche Unternehmen wurde 1961 unter dem Namen “Extendicare Inc.” von Wendell Cherry und David A. Jones in Louisville begründet. Es entwickelte sich in den nächsten zehn Jahren zum größten Betreiber von Pflegeheimen und Krankenhäusern in den Vereinigten Staaten. Im Jahre 1974 benannte es sich in Humana Inc. um. In den 1980er Jahren begann das Unternehmen private Krankenversicherungen anzubieten. Humana ist auch Treuhänder des United Military and Veterans Service, einer Unterabteilung des Verteidigungsministeriums der Vereinigten Staaten.
Die Firmenzentrale, das sogenannte Humana Building in Louisville wurde 1985 vom Architekten Michael Graves im Stil der Postmoderne entworfen.